# Ronde van Spanje 2024/Elfde etappe
De elfde etappe van de Ronde van Spanje 2024 werd op 28 augustus verreden van Padrón naar Padrón. Het was een heuvelrit over 164 kilometer.
Eddie Dunbar heeft de 11de etappe van de Vuelta gewonnen. De Ierse renner van Team Jayco AlUla koos het ideale moment voor een aanval, en soleerde in de laatste kilometer naar de overwinning. Quinten Hermans strandde op de tweede plaats, gevolgd door twaalf andere vluchters van de dag. Bij de klassementsrenners verloor leider Ben O'Connor op de slotklim 37 seconden op Primož Roglič, Mikel Landa en Enric Mas.

## Uitslag
| Padrón – Padrón (164 km) |                    |                           |          |
| Plaats                   | Naam               | Ploeg                     | Tijd     |
| Winnaar                  | Eddie Dunbar       | Team Jayco AlUla          | 3u44'52" |
| 2                        | Quinten Hermans    | Alpecin-Deceuninck        | 2"       |
| 3                        | Max Poole          | Team dsm-firmenich PostNL | z.t.     |
| 4                        | Jhonatan Narváez   | INEOS Grenadiers          | + 4"     |
| 5                        | Urko Berrade       | Equipo Kern Pharma        | z.t.     |
| 6                        | Filippo Zana       | Team Jayco AlUla          | z.t.     |
| 7                        | Ion Izagirre       | Cofidis                   | + 5'31"  |
| 8                        | Carlos Verona      | Lidl-Trek                 | z.t.     |
| 9                        | Gianmarco Garofoli | Astana Qazaqstan Team     | z.t.     |
| 10                       | Brandon McNulty    | UAE Team Emirates         | z.t.     |

| Algemeen klassement |                   |                            |           |
| Plaats              | Naam              | Ploeg                      | Tijd      |
| Rode trui           | Ben O'Connor      | Decathlon AG2R La Mondiale | 43u54'54" |
| 2                   | Primož Roglič     | BORA-hansgrohe             | + 3'16"   |
| 3                   | Enric Mas         | Movistar                   | + 3'58"   |
| 4                   | Richard Carapaz   | EF Education-EasyPost      | + 4'10"   |
| 5                   | Mikel Landa       | Soudal Quick-Step          | + 4'40"   |
| 6                   | Carlos Rodríguez  | INEOS Grenadiers           | + 5'23"   |
| 7                   | Florian Lipowitz  | BORA-hansgrohe             | + 5'29"   |
| 8                   | Adam Yates        | UAE Team Emirates          | + 5'30"   |
| 9                   | Felix Gall        | Decathlon AG2R La Mondiale | z.t.      |
| 10                  | George Bennett    | Israel-Premier Tech        | + 5'46"   |
|                     |                   |                            |           |
| 29                  | Steven Kruijswijk | Team Visma-Lease a Bike    | + 34'51"  |

## Nevenklassementen
| Puntenklassement |                |                            |        |
| Plaats           | Naam           | Ploeg                      | Punten |
| Groene trui      | Wout Van Aert  | Team Visma-Lease a Bike    | 243    |
| 2                | Kaden Groves   | Alpecin-Deceuninck         | 162    |
| 3                | Pavel Bittner  | Team dsm-firmenich PostNL  | 81     |
| 4                | Primož Roglič  | BORA-hansgrohe             | 66     |
| 5                | Ben O'Connor   | Decathlon AG2R La Mondiale | 65     |
|                  |                |                            |        |
| 52               | Gijs Leemreize | Team dsm-firmenich PostNL  | 15     |

| Bergklassement        |               |                         |        |
| Plaats                | Naam          | Ploeg                   | Punten |
| Bolletjestrui (blauw) | Adam Yates    | UAE Team Emirates       | 22     |
| 2                     | Wout Van Aert | Team Visma-Lease a Bike | 22     |
| 3                     | Primož Roglič | BORA-hansgrohe          | 18     |
| 4                     | David Gaudu   | Groupama-FDJ            | 18     |
| 5                     | Jay Vine      | UAE Team Emirates       | 17     |

| Jongerenklassement |                     |                           |            |
| Plaats             | Naam                | Ploeg                     | Tijd       |
| Witte trui         | Carlos Rodríguez    | INEOS Grenadiers          | 44u00'17"  |
| 2                  | Florian Lipowitz    | BORA-hansgrohe            | + 6"       |
| 3                  | Mattias Skjelmose   | Lidl-Trek                 | + 1'18"    |
| 4                  | Lennert Van Eetvelt | Lotto Dstny               | + 16'33"   |
| 5                  | Matthew Riccitello  | Israel-Premier Tech       | + 33'08"   |
|                    |                     |                           |            |
| 19                 | Gijs Leemreize      | Team dsm-firmenich PostNL | + 1u09'28" |

| Ploegenklassement |                            |            |
| Plaats            | Ploeg                      | Tijd       |
|                   | UAE Team Emirates          | 131u51'14" |
| 2                 | Decathlon AG2R La Mondiale | + 13'10"   |
| 3                 | BORA-hansgrohe             | + 13'11"   |
| 4                 | Groupama-FDJ               | + 23'51"   |
| 5                 | Team Visma-Lease a Bike    | + 44'00'"  |

## Uitvallers
- Lorenzo Rota ( Intermarché-Wanty): niet gestart door kniepijn na val in de 9de etappe
- Patrick Konrad ( Lidl-Trek): niet gestart met COVID-19 besmetting
- Thymen Arensman ( INEOS Grenadiers): niet gestart met COVID-19 besmetting
- Chris Harper ( Team Jayco AlUla): opgave door ziekte

1e etappe ·
2e etappe ·
3e etappe ·
4e etappe ·
5e etappe ·
6e etappe ·
7e etappe ·
8e etappe ·
9e etappe ·
10e etappe ·
11e etappe ·
12e etappe ·
13e etappe ·
14e etappe ·
15e etappe ·
16e etappe ·
17e etappe ·
18e etappe ·
19e etappe ·
20e etappe ·
21e etappe
Startlijst · Eindstanden · Afbeeldingen